# Rubus hillii
Rubus hillii är en rosväxtart som beskrevs av F. Müll.. Rubus hillii ingår i släktet rubusar, och familjen rosväxter. Inga underarter finns listade i Catalogue of Life.